# 東林瀑布
東林瀑布（동림폭포）位於朝鮮平安北道東林郡的「古軍營」之里胎峰南麓的山谷深處。又名：「玉瀑」。
從形狀奇特古怪的石岩峭壁上面，傾瀉而下的瀑布，水源清澈龐大，亦被用作灌溉鄰近的農田。瀑布上遊的地區有「龍岩」及「屏風岩」等造型奇特的奇岩怪石；下遊地區有「龍潭」的天然蓄水池，與周邊的懸崖峭壁、松樹及橡樹等混然一體，風光優美。榮獲朝鮮關西八景之一的美譽。